# Florian Johann Deller
Florian Johann Deller (getauft am 2. Mai 1729 in Drosendorf an der Thaya (Niederösterreich); † 19. September 1773 in München) war ein deutsch-österreichischer Komponist und Violinist.

## Leben

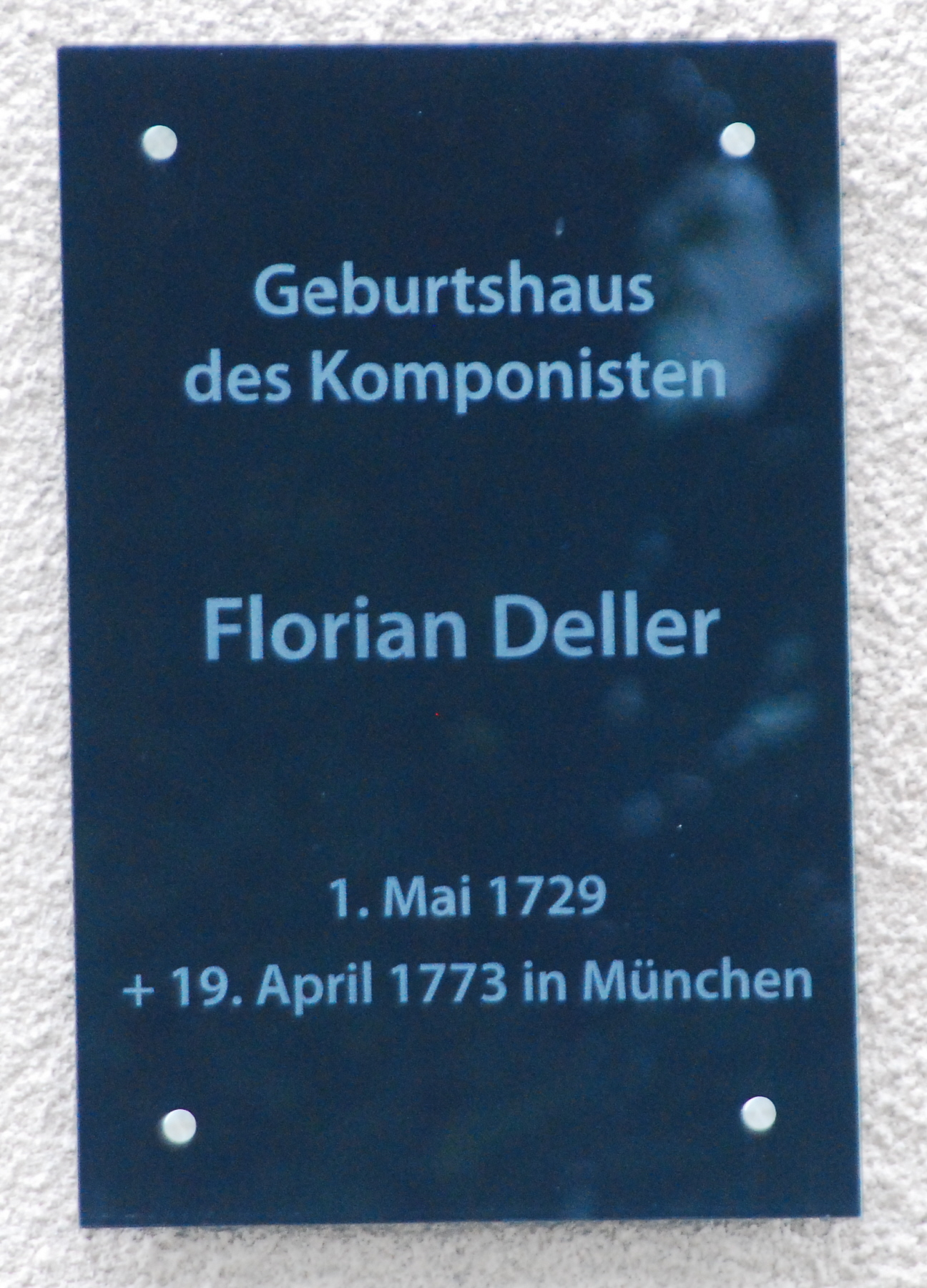
Gedenktafel für Florian Johann Deller an seinem Geburtshaus.

Im Jahre 1751 kam er als Geiger an das Hoforchester in Stuttgart. Hier erhielt er Unterricht beim Leiter der dortigen Hofoper Niccolò Jommelli. Später wurde er Assistent des Ballettmeisters Jean Georges Noverre und komponierte erste Opernmusiken sowie Ballette. Im Jahre 1769 wurde er zum Konzertmeister und „Hofcompositeur“ am Stuttgarter Hof ernannt. Kurze Zeit später begab er sich nach Wien, wo er am dortigen Burgtheater wirkte. Deller verstarb 1773 im Kloster der Barmherzigen Brüder in München.

## Werk
Sein kompositorisches Schaffen umfasst hauptsächlich Opern, Ballettmusiken, Sonaten und Menuette. Er genoss zu Lebzeiten als Komponist hohes Ansehen. Seine Werke wurden u. a. von Mozart und Christian Friedrich Daniel Schubart geschätzt. Viele seiner Werke gelten als verschollen.

## Werke (Auswahl)
- Opern
  - Le Contese per amore
  - Il Maestro di Capella
  - Orfeo ed Euridice